# Société nationale des chemins de fer belges
La Société nationale des chemins de fer belges (in sigla SNCB), Nationale Maatschappij der Belgische Spoorwegen  (NMBS), o anche Nationale Gesellschaft der Belgischen Eisenbahnen (NGBE), in italiano, Società Nazionale delle Ferrovie del Belgio, è una società pubblica che gestisce il trasporto ferroviario in Belgio.
SNCB è presente nel trasporto nazionale passeggeri in Belgio, mentre nell'ambito del trasporto internazionale di passeggeri, con treni convenzionali o ad alta velocità, svolge la propria attività in partnership con SNCF Voyageurs (Eurostar, TGV inOui, Ouigo Train Classique e InterCity), DB (ICE), NS (EuroCity) e CFL (InterCity). La sua attività di trasporto merci è stata privatizzata nel 2015.

## Storia

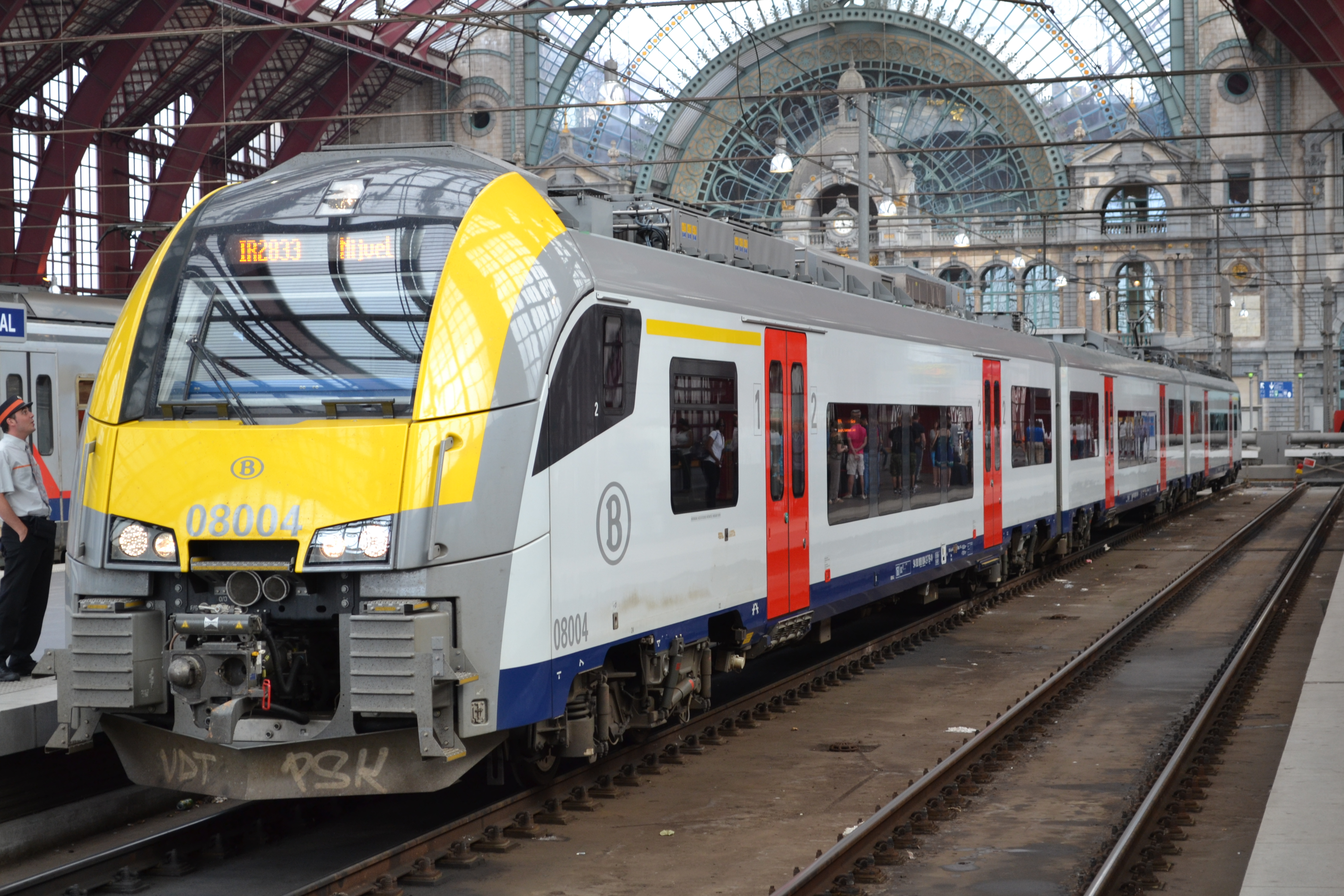
Treno SNCB nella stazione di Anversa

SNCB fu creata nel 1926. La nazionalizzazione delle ferrovie fu quindi giustificata dal fatto che lo Stato belga, a partire dal 1870, aveva dovuto più volte coprire le perdite finanziarie delle compagnie ferroviarie private.
Il 1° gennaio 2005, lo stato belga istituisce una nuova organizzazione delle ferrovie belghe con la creazione del Gruppo SNCB organizzato con una società madre denominata SNCB-Holding che supervisiona due controllate: la nuova SNCB, la cui missione è il trasporto di persone e merci, e Infrabel, il gestore dell'infrastruttura. 
L'11 gennaio 2014, la SNCB-Holding si fuse con la sua controllata SNCB e ha cambiato nome nuovamente in SNCB. Diventa una compagnia ferroviaria con lo status di società pubblica autonoma di proprietà dello Stato belga; allo stesso tempo Infrabel mantiene il suo status di gestore della rete, ma diventa anche una società pubblica autonoma di proprietà dello Stato belga. Viene creata una terza società di diritto pubblico, denominata HR Rail. Si tratta di una controllata al 50% della nuova SNCB e di Infrabel, di cui almeno 2 % di azioni e 60 % dei diritti di voto sono detenuti dallo Stato belga. È l'unico datore di lavoro di tutto il personale di SNCB e di Infrabel.